# Jijia
Die Jijia [ʒiʒia] (ukrainisch Жижія/Schyschija; russisch Жижия/Schischija) ist ein rechter Nebenfluss des Pruth in der Ukraine und in Rumänien.
Die Jijia entspringt in der ukrainischen Oblast Tscherniwzi nahe der rumänischen Grenze. Sie fließt in überwiegend südsüdöstlicher Richtung und überquert wenige Kilometer später die Grenze zu Rumänien. Im Oberlauf passiert sie die Stadt Dorohoi. Sie durchfließt die Vorkarpaten-Ebene östlich von Iași. Im Unterlauf verläuft sie etwa 70 km parallel zum östlich fließenden Pruth, bevor sie nach einer Gesamtlänge von 280 km rechtsseitig nördlich von Gorban in diesen mündet. Das Einzugsgebiet der Jijia umfasst 5757 km².